# Place de l'Europe - Simone Veil (Paris)
Ne doit pas être confondu avec Rue Simone-Weil.
Pour les articles homonymes, voir Place de l'Europe.
La place de l'Europe - Simone Veil (anciennement place de l'Europe) est une place du 8e arrondissement de Paris.

## Situation et accès

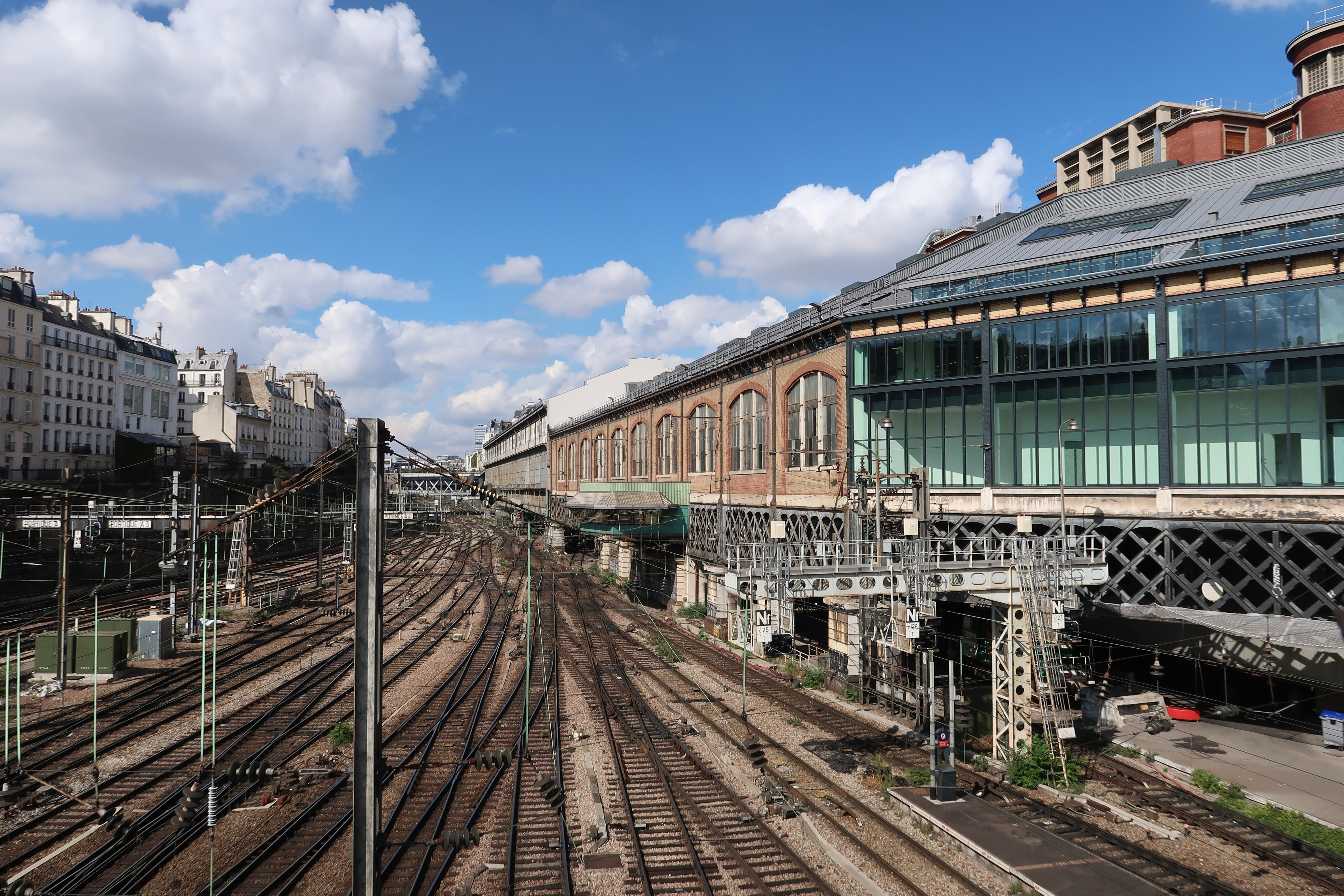
Vue des voies ferroviaires conduisant à la gare Saint-Lazare, depuis la place.

La place de l'Europe est située au cœur du quartier de l'Europe, où la plupart des rues portent le nom de grandes villes du continent européen. Elle a la particularité d'être entièrement située sur un viaduc, au-dessus des voies ferrées de la gare Saint-Lazare.
Les rues qui aboutissent ou commencent place de l'Europe sont, en partant du sud-ouest et en tournant dans le sens des aiguilles d'une montre :
- la rue de Vienne ;
- la rue de Madrid ;
- la rue de Constantinople ;
- la rue de Saint-Pétersbourg (ex-rue de Léningrad, ex-rue de Pétrograd et ex-rue de Saint-Pétersbourg) ;
- la rue de Liège (ex-rue de Berlin) ;
- la rue de Londres.

Tout près de cette place (au début de la rue de Madrid) se trouve un accès à la station de métro Europe (ligne 3).

## Origine du nom
Cette place doit son nom au fait qu'autour d'elle rayonnent des rues portant les noms de capitales et grandes villes européennes.
En 2017, la mairie de Paris prévoit de la renommer, si le Conseil de Paris le décide : « place de l'Europe – Simone-Veil », en hommage à Simone Veil, qui fut la première personne à présider un Parlement européen issu d'un scrutin au suffrage universel, en 1979. L'inauguration du nouveau nom a lieu en mai 2018.

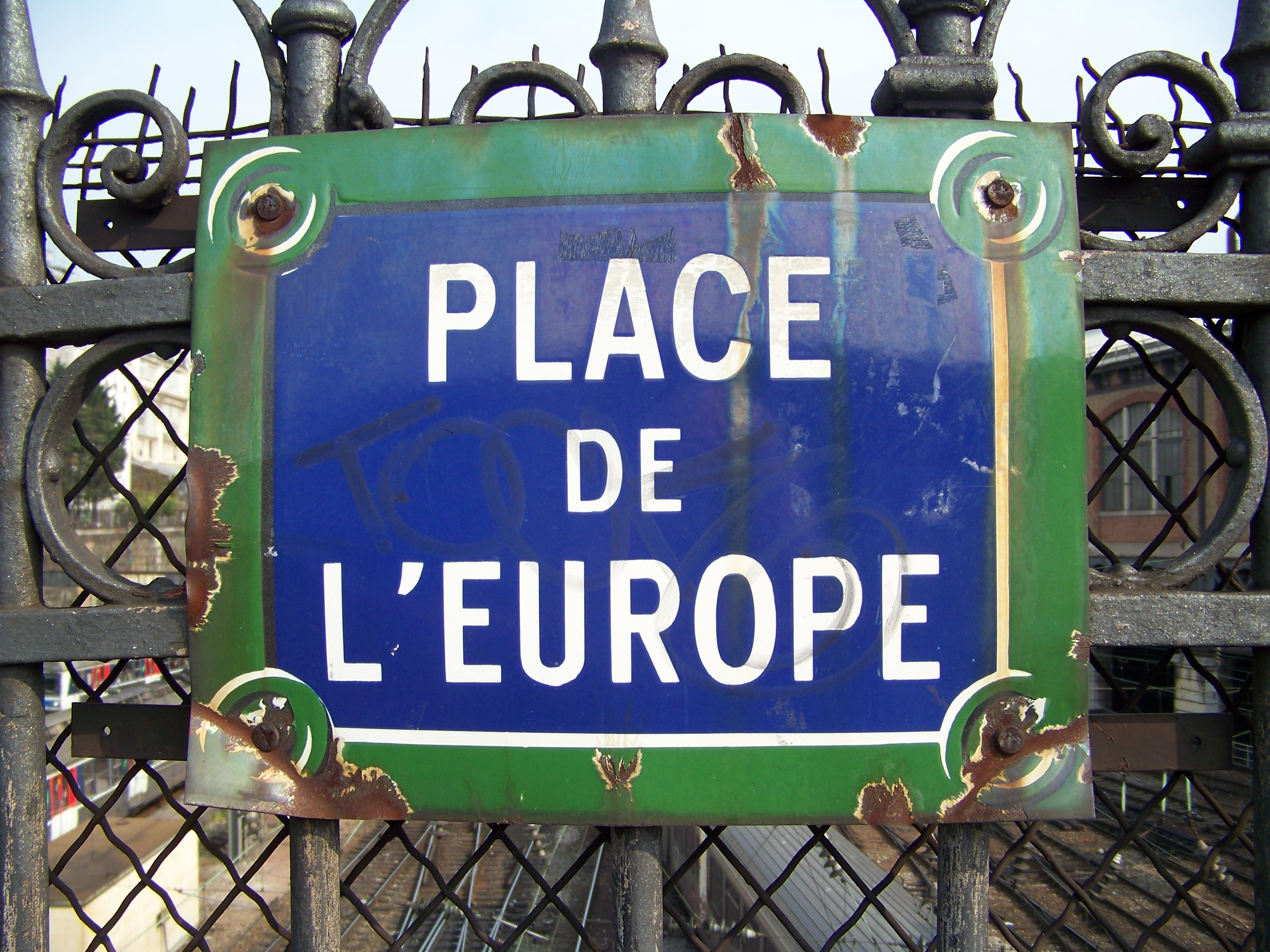
Ancienne plaque de rue (ancien nom).
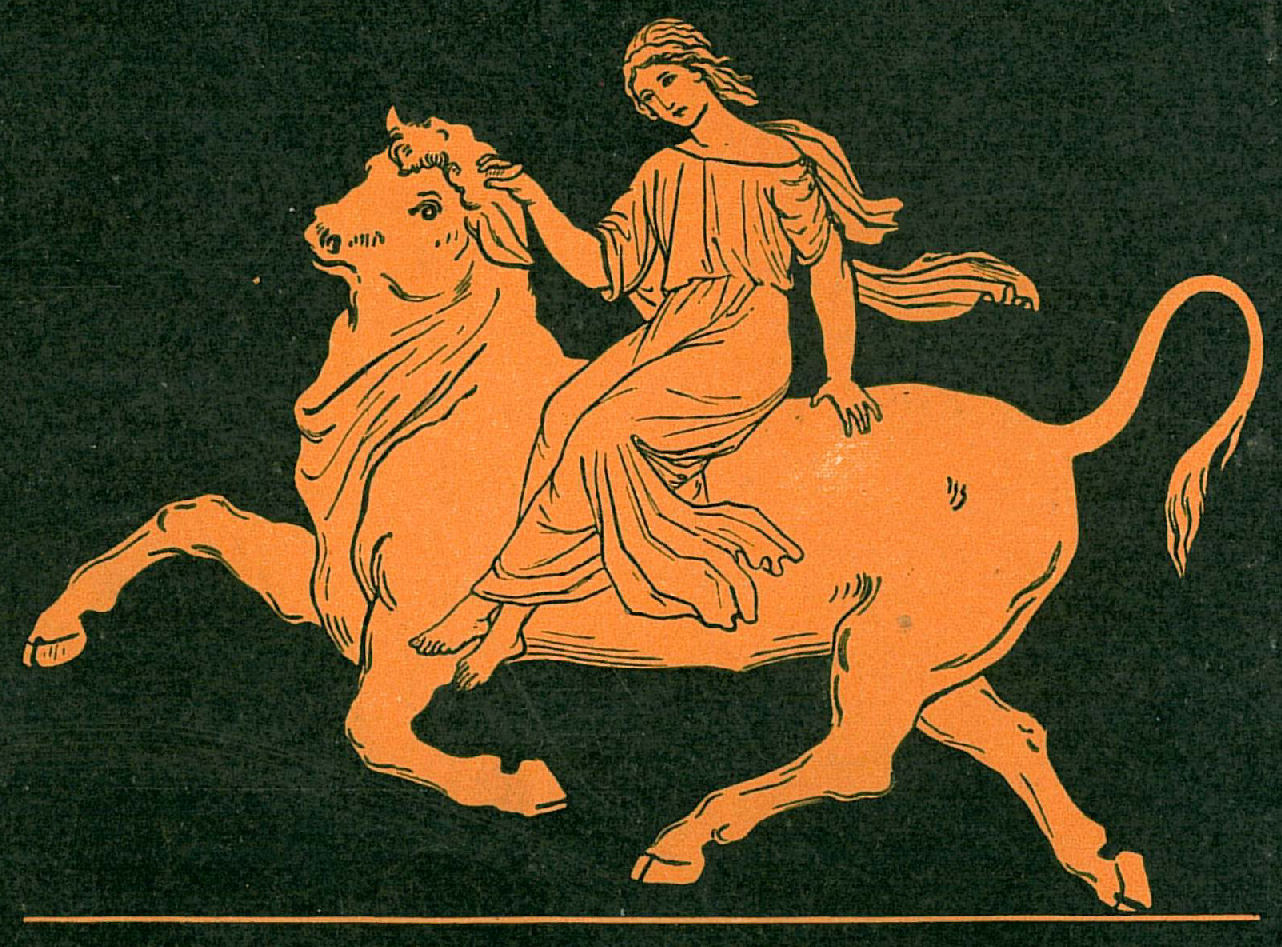
Europe fille d'Agénor, qui donna son nom au continent.
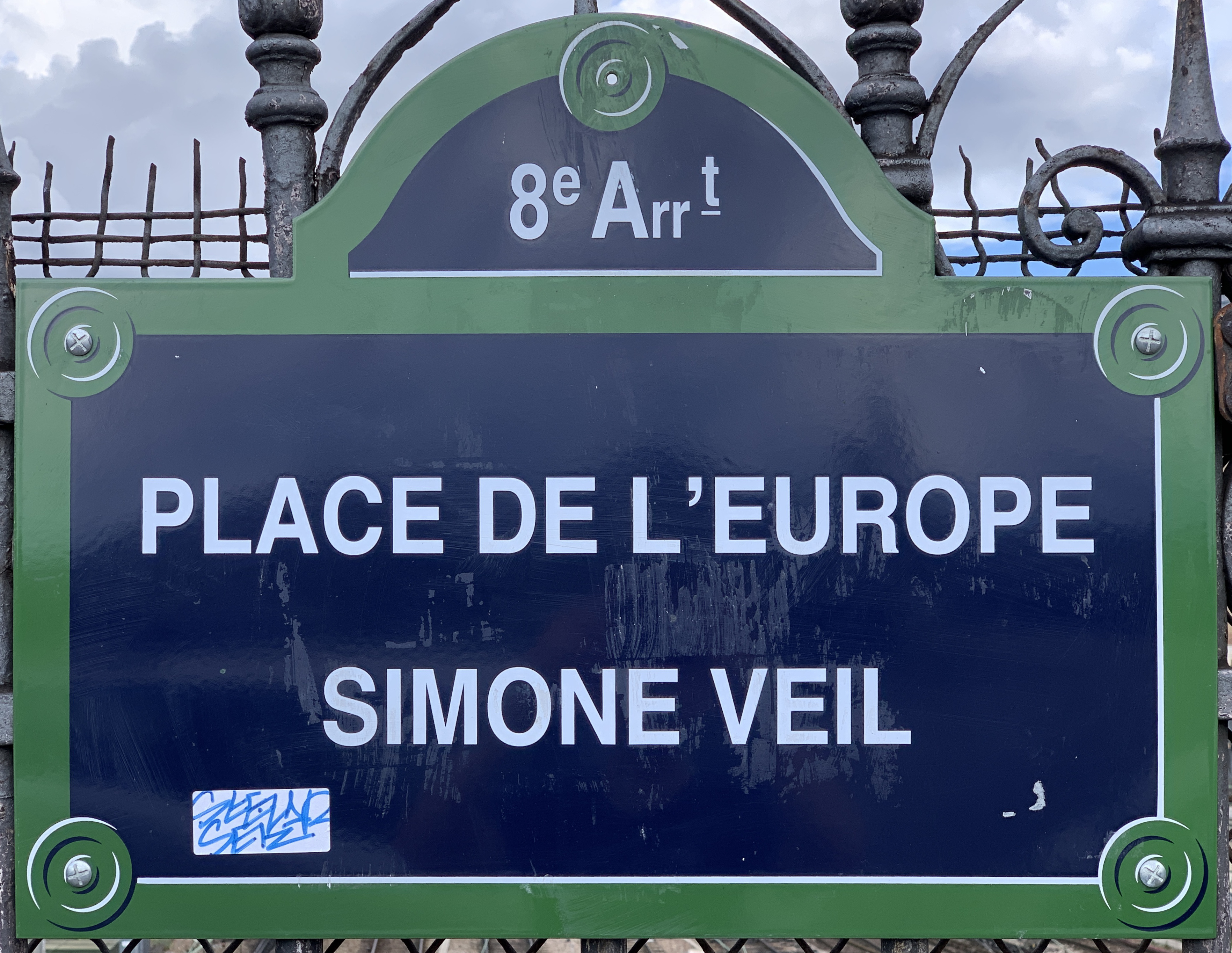
Plaque de rue (nouveau nom).
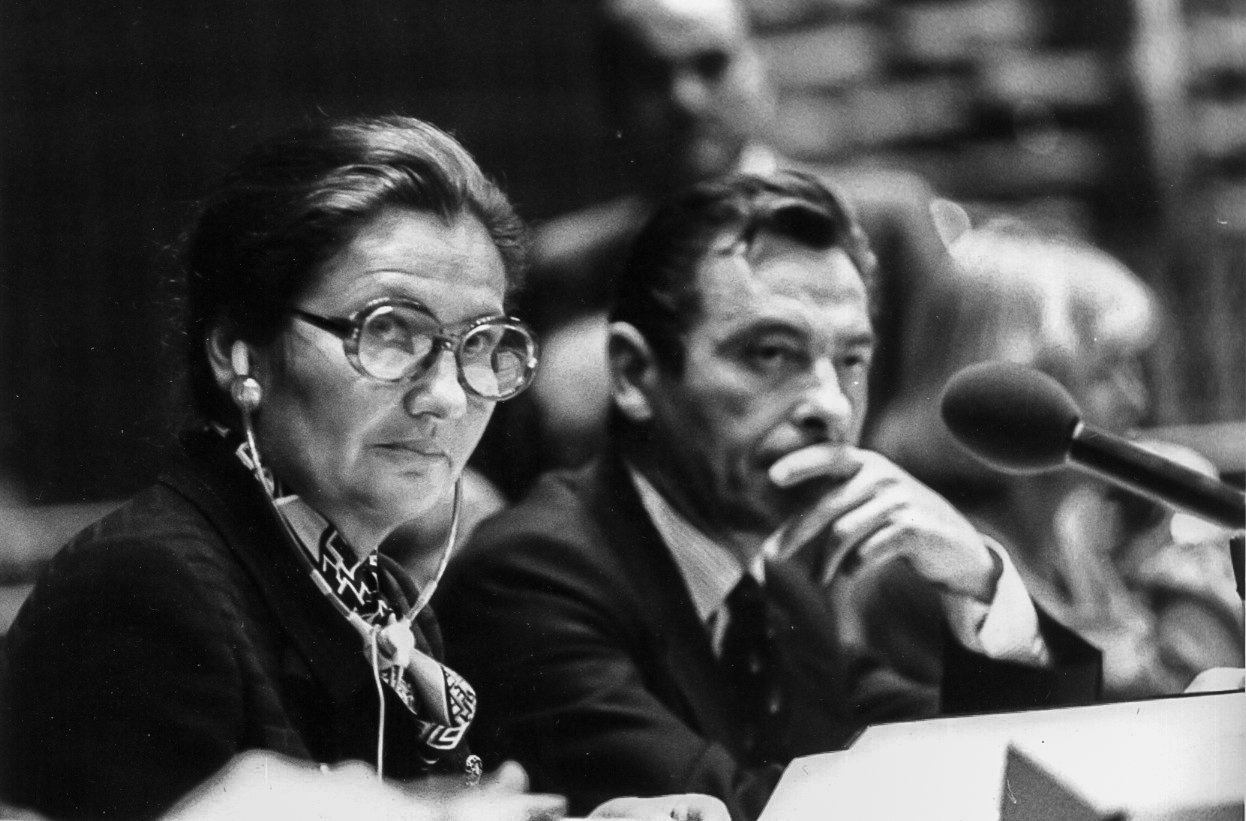
Simone Veil présidant une séance du Parlement européen à Strasbourg en 1979.

## Historique

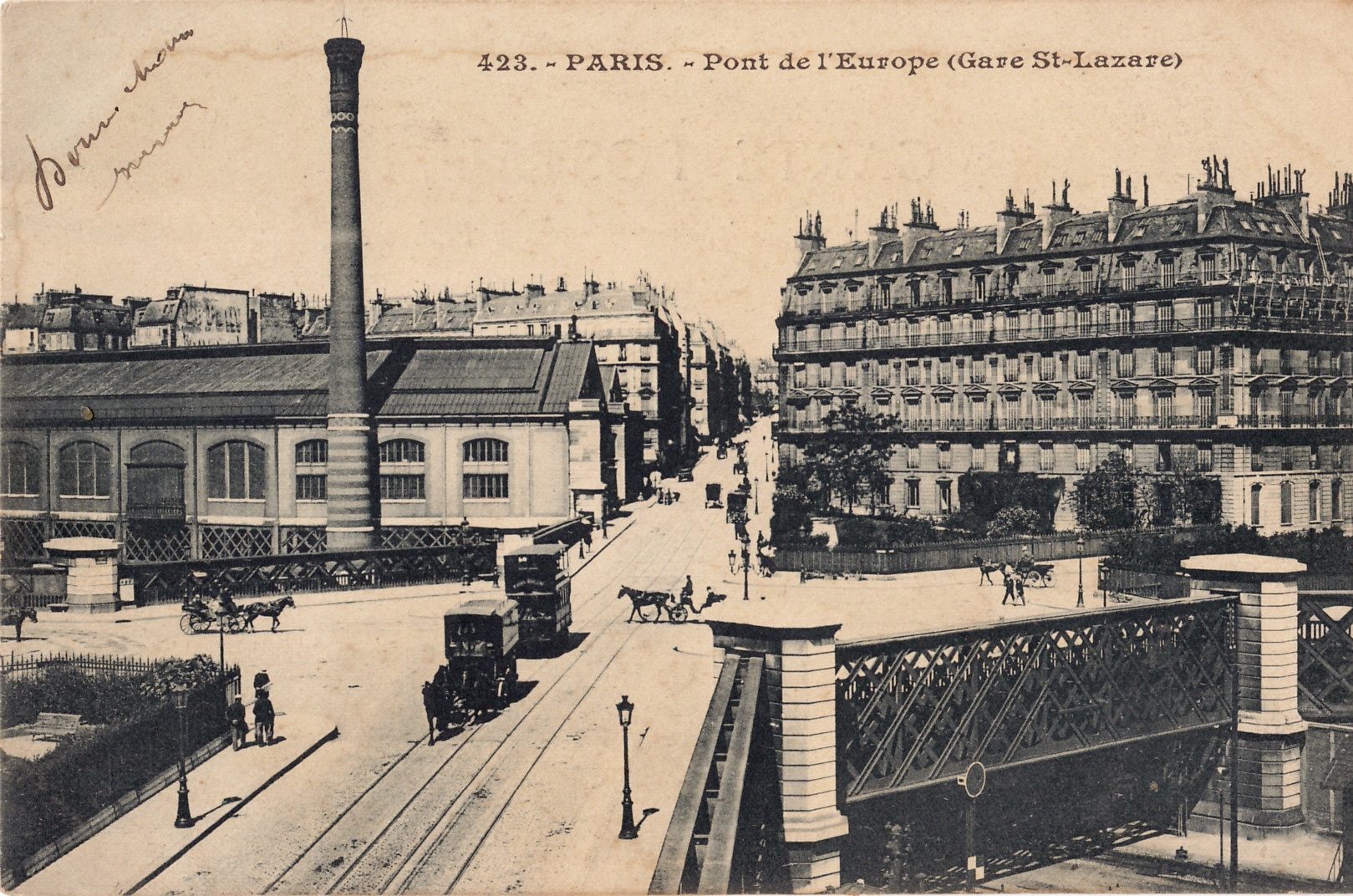
La place, au temps des tramways hippomobiles (vers 1900).

Par une ordonnance royale du 2 février 1826, Jonas-Philip Hagerman et Sylvain Mignon furent autorisés à créer, sur des terrains leur appartenant, une place de forme octogonale de 130 mètres de diamètre, sous la condition expresse d'établir sur le terrain réservé au centre de la place un jardin entouré de grilles dont ils conserveraient la propriété, sauf à la céder à la Ville de Paris à charge pour elle de pourvoir aux frais d'entretien.
En 1832, la Compagnie du chemin de fer de Paris à Saint-Germain fit creuser un tunnel sous la place de l'Europe. Les frères Pereire souhaitaient installer l'embarcadère (nom donné alors aux gares) place de la Madeleine mais, devant les protestations, ils durent l'établir en contrebas de la place de l'Europe, le long de la rue de Londres : ce premier embarcadère de l'Ouest fut créé en 1837. Il fut transféré en 1842 rue Saint-Lazare et devint au fil des années la gare Saint-Lazare actuelle.

La place entre 1814 et 1860
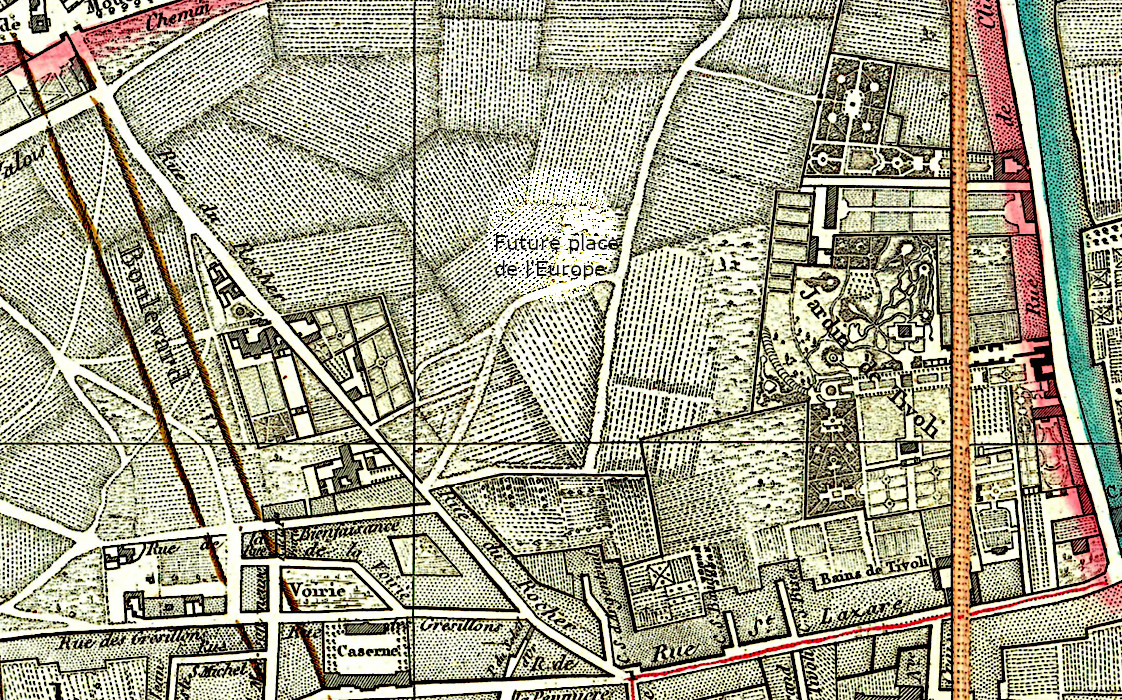
En 1814 (plan de Piquet).
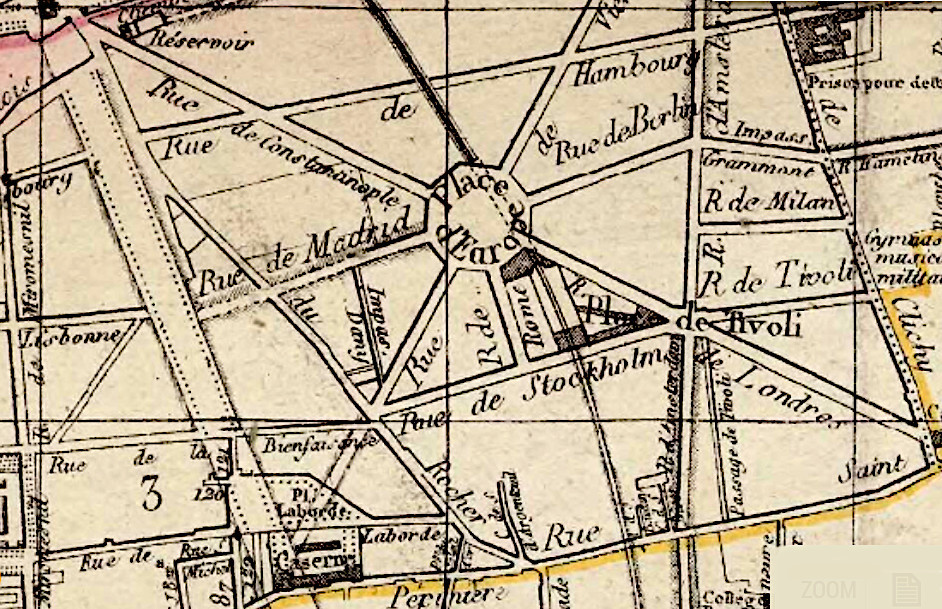
En 1838 (plan de Tardieu).
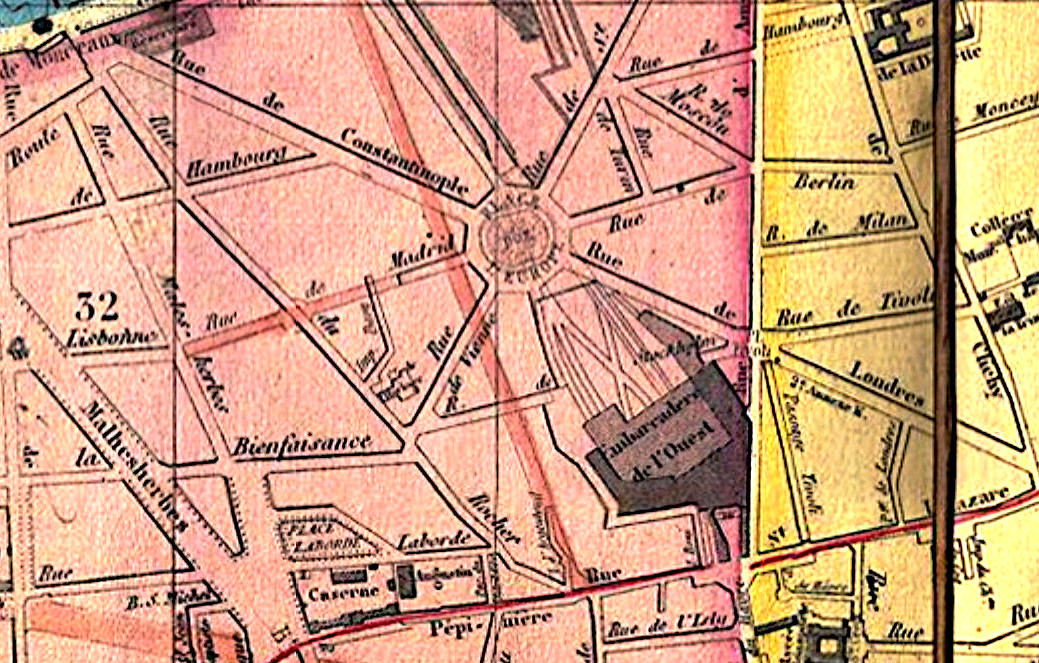
En 1860 (plan d'Eugène Andriveau-Goujon).

L'élargissement des voies de chemin de fer en 1895 fit complètement disparaître la place de l'Europe, qui fut recréée sur l'immense viaduc réalisé en 1863 par l'ingénieur Adolphe Jullien.
Construit entre 1865 et 1868, il ouvre sur le nouveau quartier de la gare Saint-Lazare, entièrement remodelé par le nouveau réseau ferroviaire. La construction métallique avec ses entretoises en forme de X du pont est faite d’un faisceau de diagonales qui ouvrent vers le lointain, celui des boulevards haussmanniens.
Ce viaduc inspira des peintres tels que Claude Monet et Gustave Caillebotte.
Il fut remplacé par un modèle plus moderne en 1931.

## Projet d'aménagement
En 1839, le sculpteur Antoine Étex proposa deux projets pour installer une fontaine sur la place de l’Europe.
Le premier consistait en la mise en place d’une statue représentant l’Europe assise sur un trône dressé au sommet d’une fontaine qu’eussent entouré des lions. Autour de la margelle, des figures couchées étaient appelées à symboliser les grands fleuves du vieux continent, tels le Rhin et le Danube. La statue tenait de sa main gauche un écu représentants les armes des différentes nations européennes et de sa main droite l’épée de Charlemagne.
Le second projet consistait en la mise en place d’une statue équestre de Napoléon Ier. Des monstres marins porteurs de fanaux et des aigles aux ailes éployées eussent entouré un globe terrestre enguirlandé de laurier. L’empereur à cheval dominant le tout eût brandi l’étendard aux trois couleurs.
Ce site est desservi par la station de métro Europe.

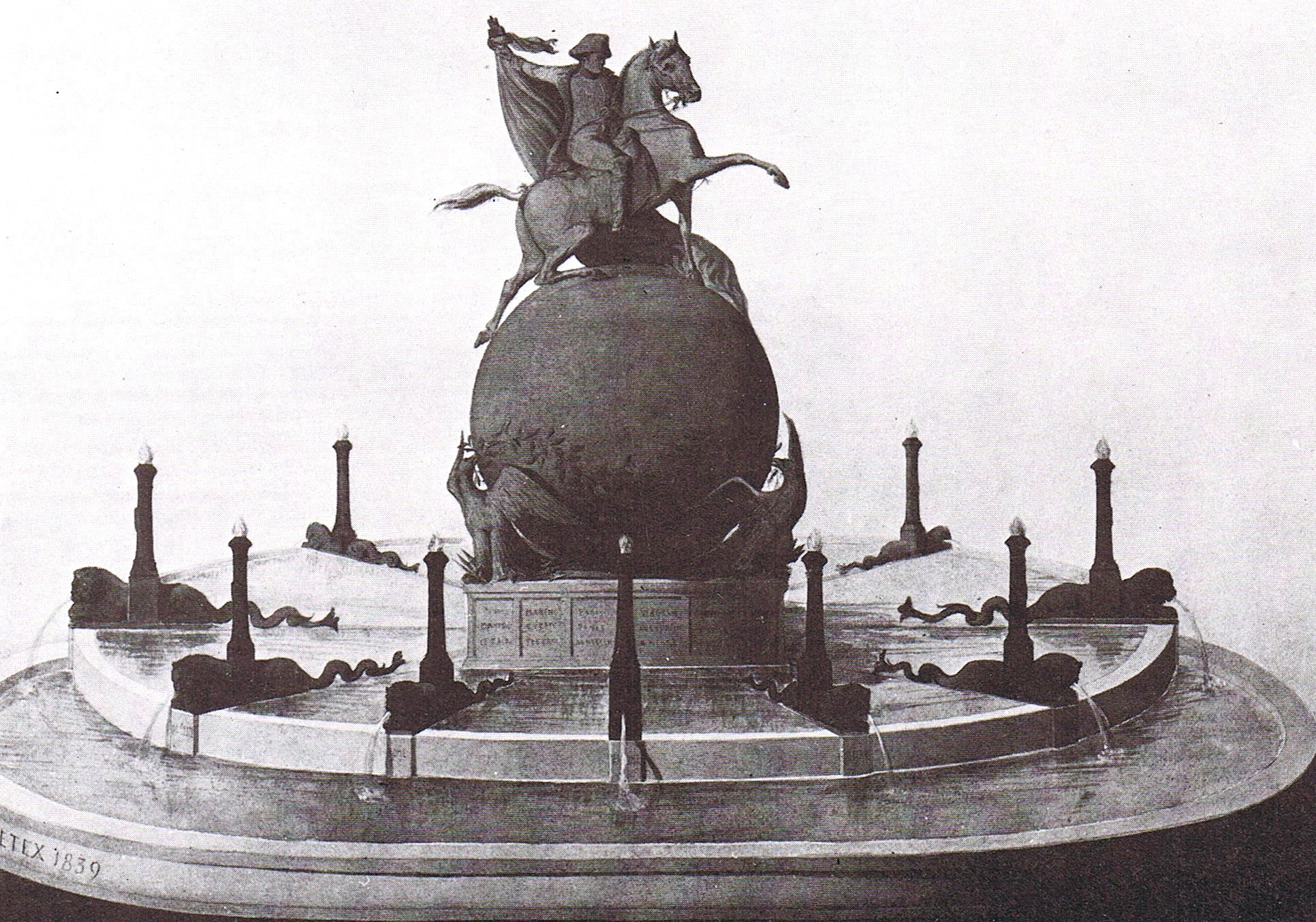
Projet d'Antoine Étex pour une fontaine sur la place de l'Europe.
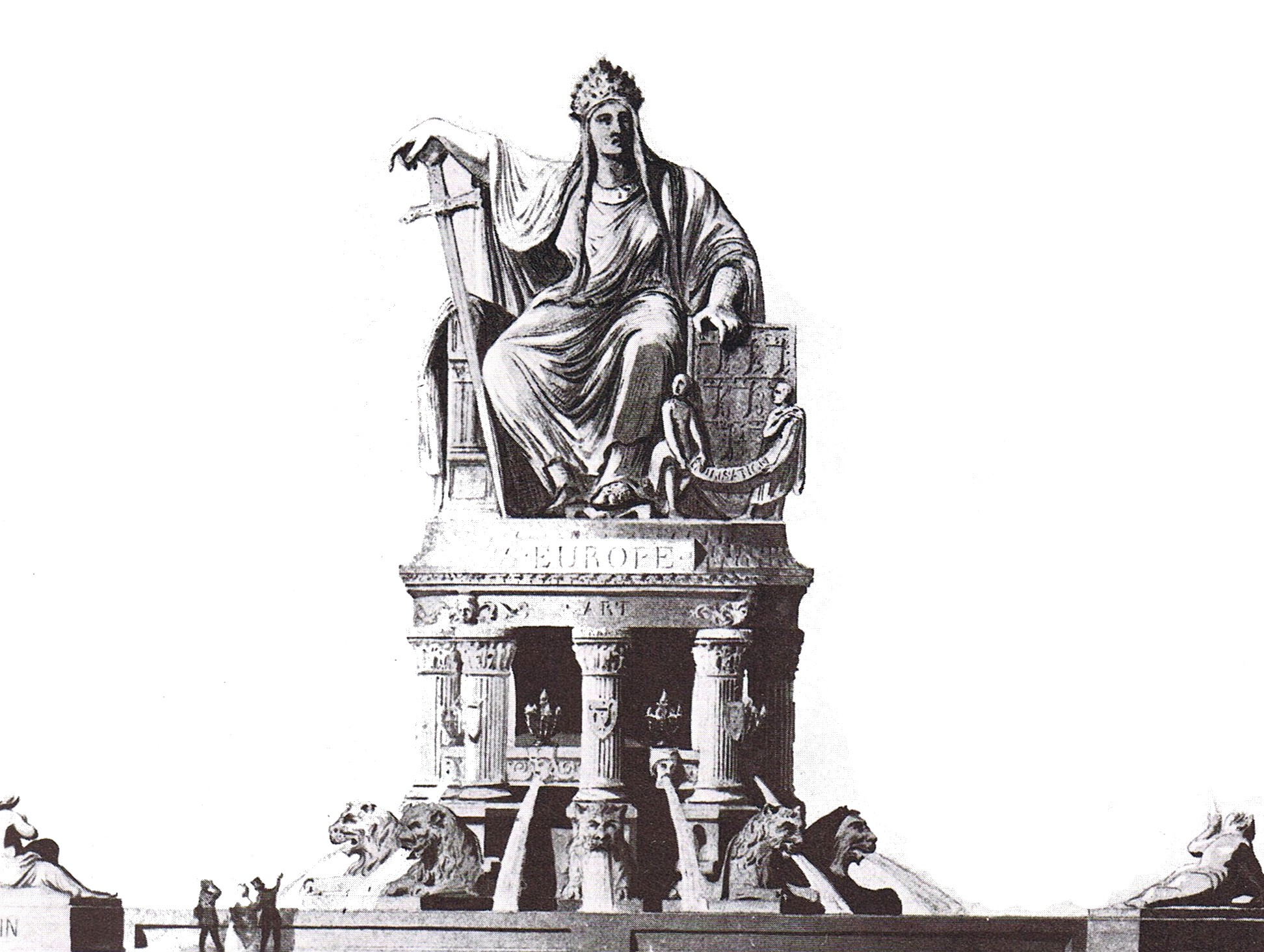
Autre projet d'Antoine Étex pour une fontaine sur la place de l'Europe.

## La place de l'Europe dans les arts

### Peinture

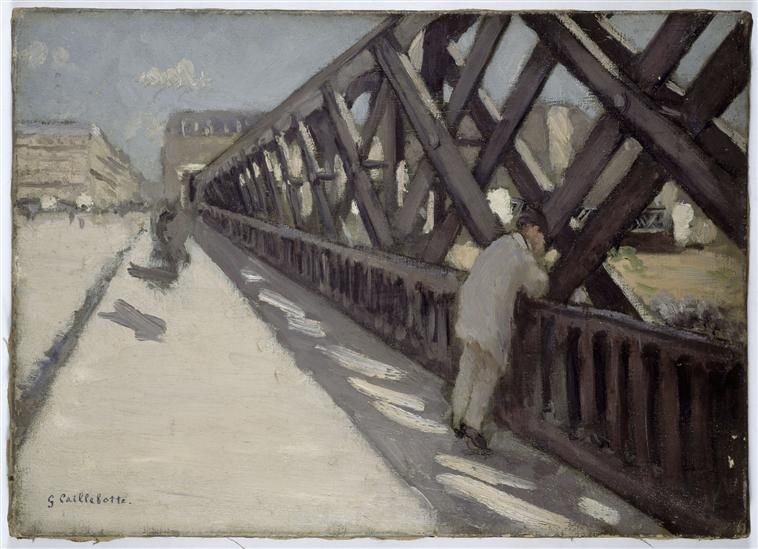
Gustave Caillebotte, Esquisse (1876), musée des beaux-arts de Rennes.
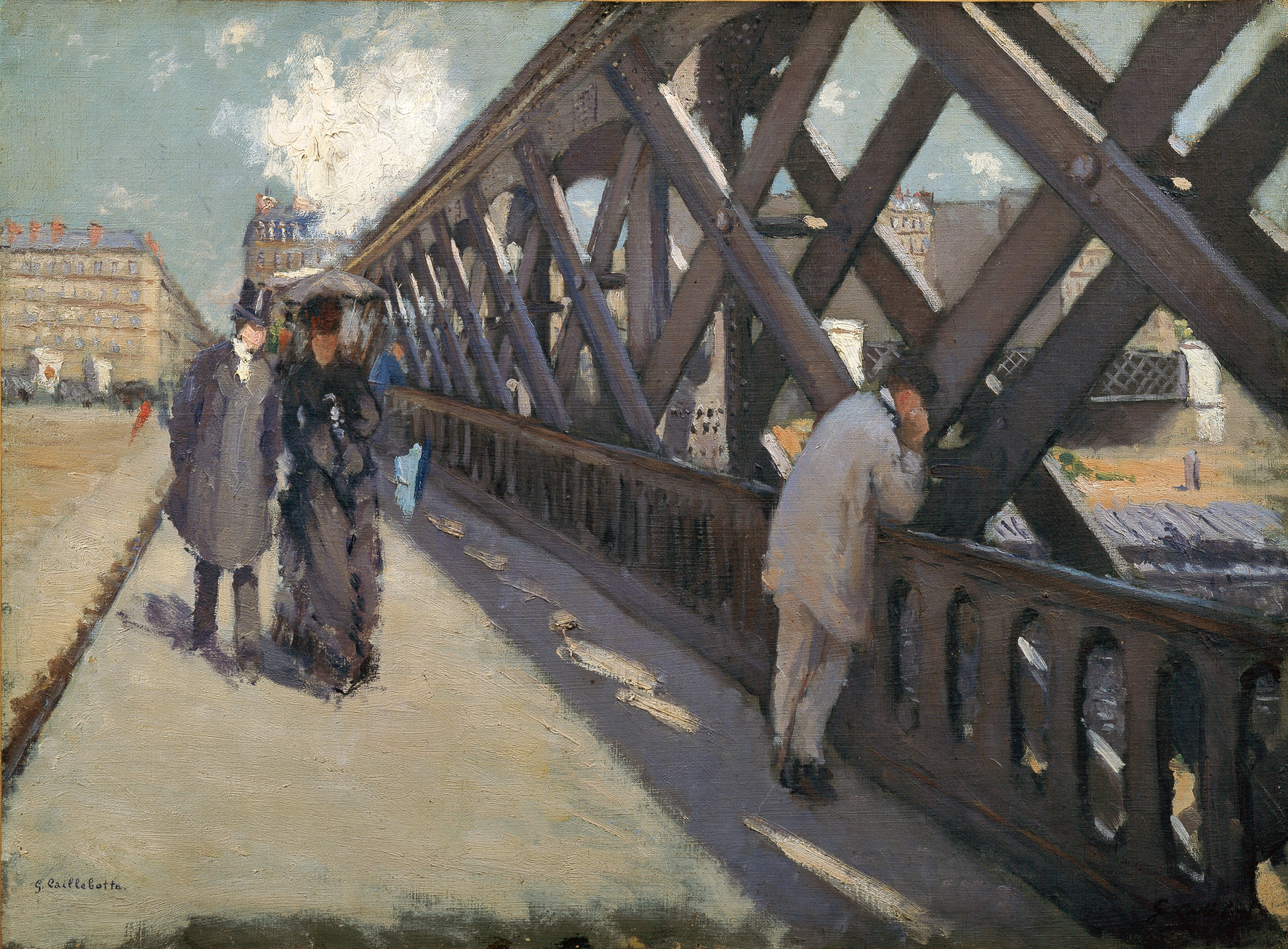
Gustave Caillebotte, Le Pont de l'Europe (1876), collection privée.
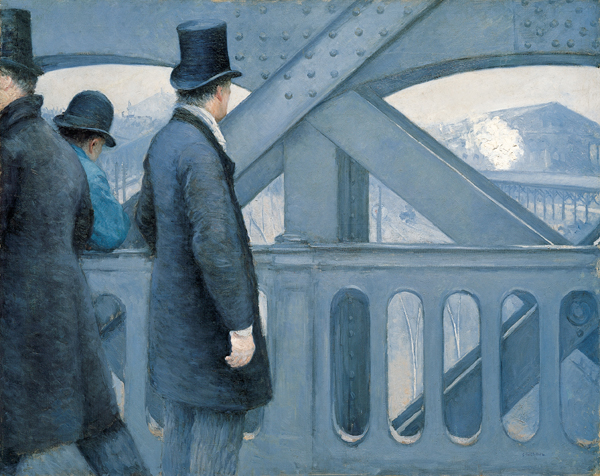
Gustave Caillebotte, Sur le Pont de l'Europe (1877) Kimbell Art Museum, Fort Worth.
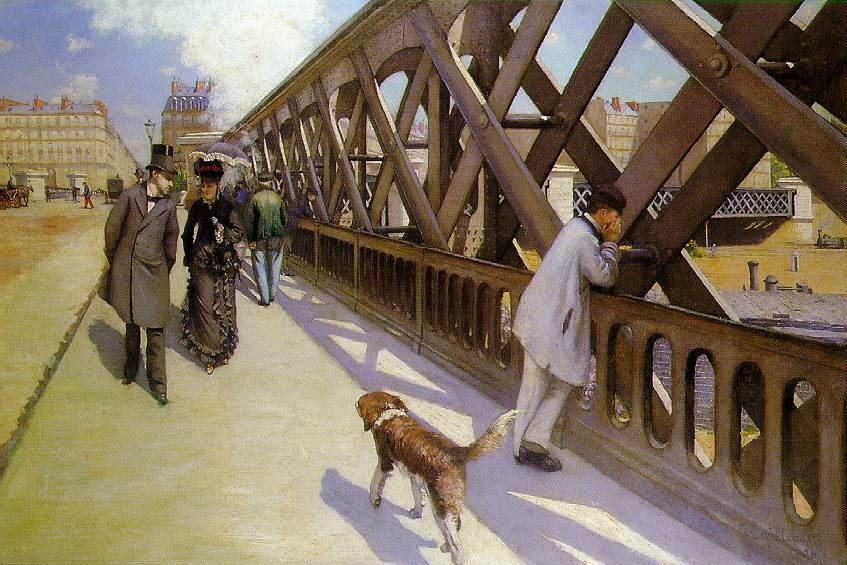
Gustave Caillebotte, Le Pont de l'Europe (1876), 124,7 x 180,6 cm, Musée du Petit Palais, Genève.
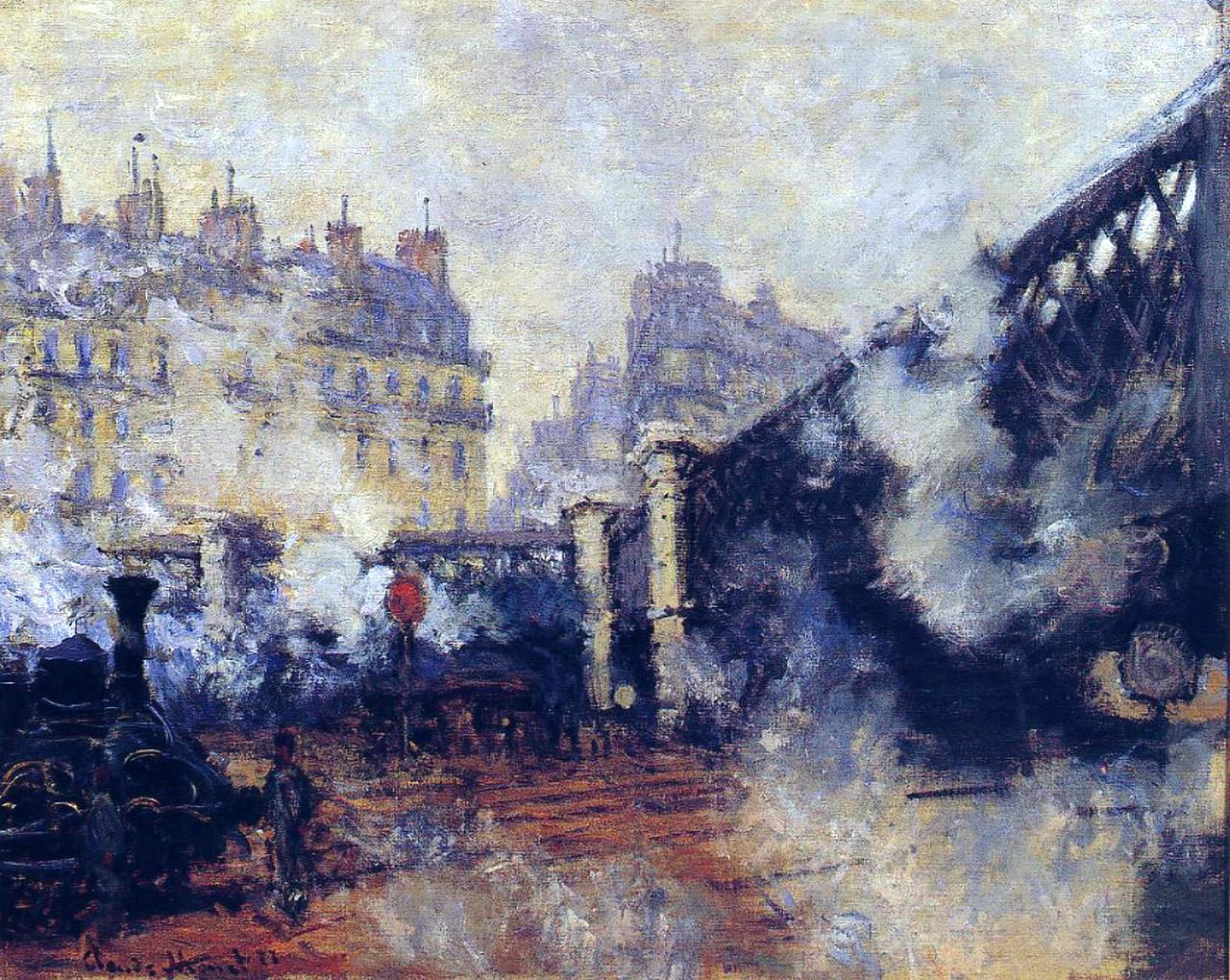
Claude Monet, Le Pont de l'Europe-Gare Saint-Lazare (1877), musée Marmottan Monet, Paris.
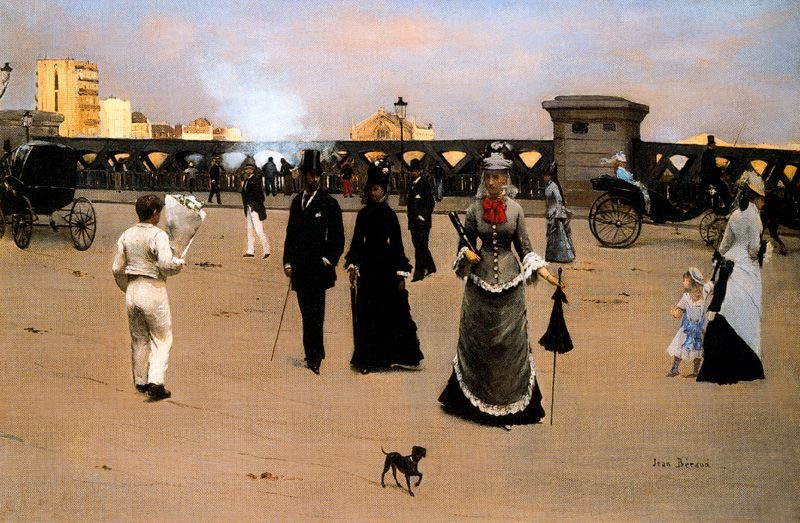
Jean Béraud, La Place et le Pont de l'Europe (entre 1876 et 1878), collection privée.
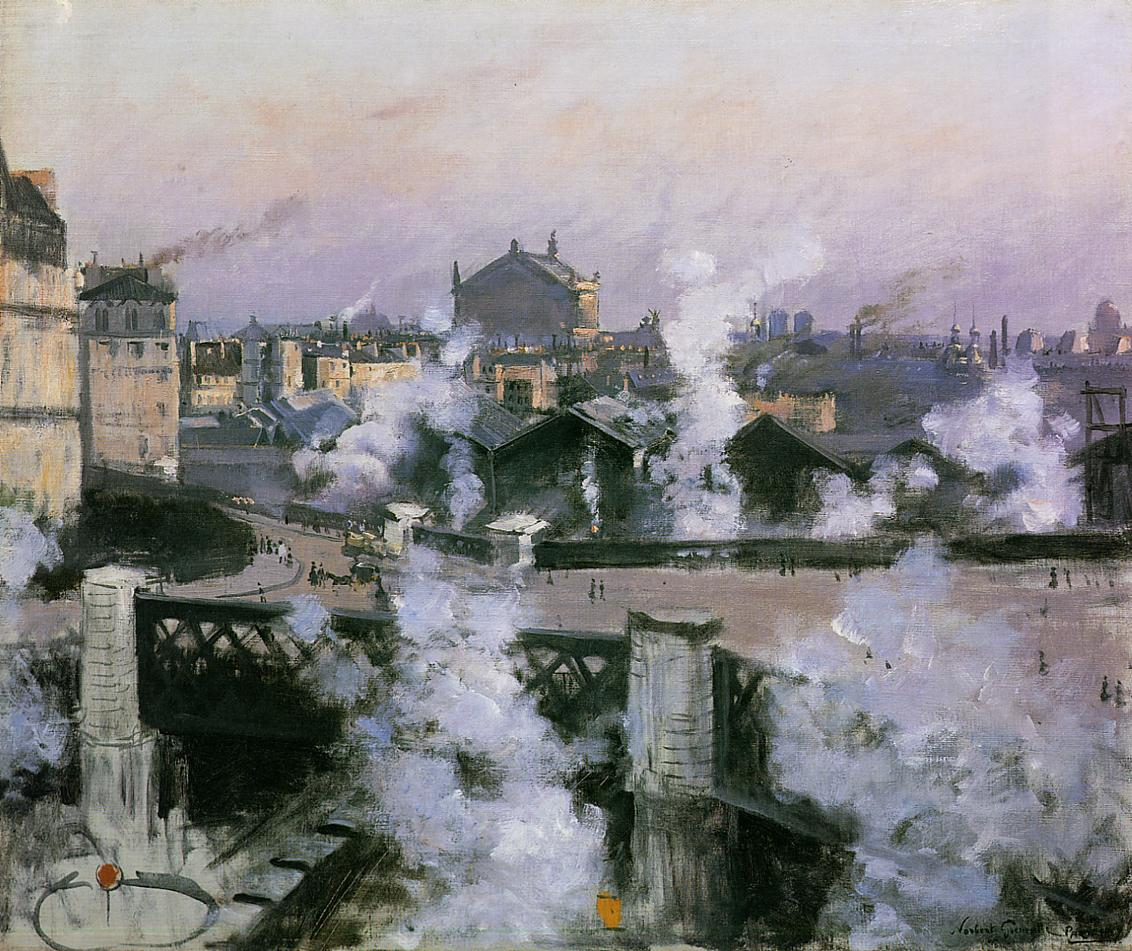
Norbert Gœneutte, Vue de la gare Saint-Lazare (1887), 45,7 x 55,5 cm, Musée d'Art de Baltimore.
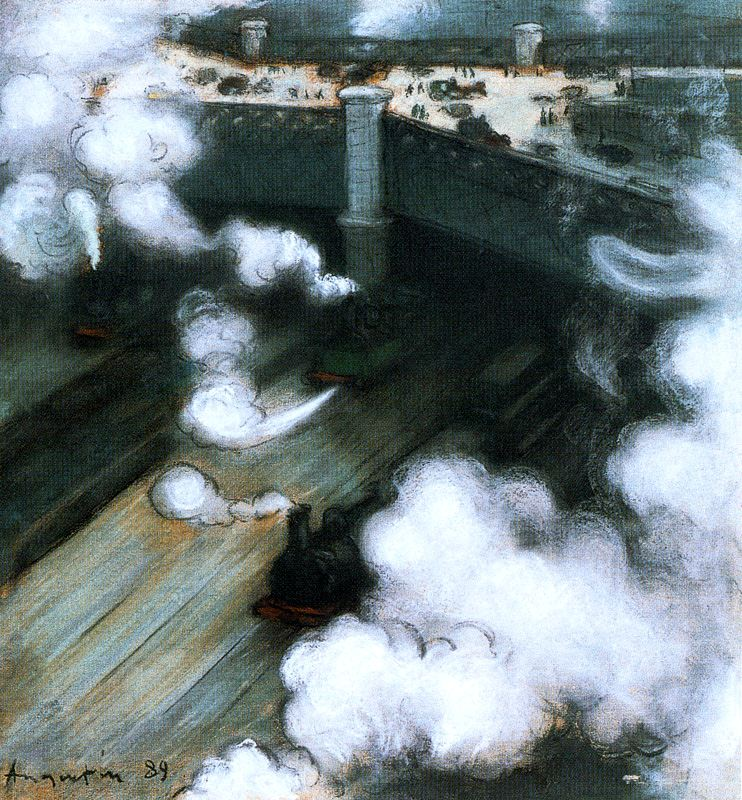
Louis Anquetin, Le pont de l'Europe (1889), collection privée.

### Cinéma
Une scène du film Les Rois mages (2001) de Bernard Campan et Didier Bourdon, y est tournée.